# LAZ Zweibrücken
Das LAZ Zweibrücken ist ein Leichtathletikverein in Zweibrücken, der 1988 gegründet wurde. Der Verein, der eine 1997 gebaute Leichtathletikhalle besitzt, dient auch als Bundesleistungszentrum des Deutschen Leichtathletik-Verbandes.
Der Schwerpunkt liegt auf dem Stabhochsprung. Raphael Holzdeppe wurde 2013 Weltmeister im Freien, Nastja Ryshich 1999 Weltmeisterin in der Halle. Lisa Ryshich siegte bei den U23-Europameisterschaften 2003. Kristina Gadschiew belegte bei den Halleneuropameisterschaften 2011 den dritten Rang. Andrei Tivontchik errang bei den Hallenweltmeisterschaften 1995 und bei Olympischen Spielen 1996 jeweils die Bronzemedaille. Seit 2004 ist er Trainer am Bundesstützpunkt. Auch bekannte Speerwerfer brachte der Verein hervor, unter anderem die Europameisterin 2018 Christin Hussong, Till Wöschler, Alexander Vieweg sowie Margot Kruber (* 1969), die auch im Rasenkraftsport erfolgreich war.
Am 15. August 2012 wurde nach über zehn Jahren erstmals wieder der Himmelsstürmer-Cup, ein internationales Stabhochsprungmeeting ausgetragen. Dieses zog mit dem Hallenstürmer-Cup ein Pendant in der Wintersaison nach sich. Im Herbst 2013 wurde zudem erstmals der Hügelstürmer-Cup veranstaltet, ein Crosslauf, mit dem der Verein ein Meeting für Laufbegeisterte aus der Region schaffen will. Im April und im November jeden Jahres werden zwei Sportfeste zur Talentsichtung durchgeführt. Der Verein beschäftigt zwei hauptamtliche Trainer.